# Cezary Zamana
Cezary Zamana (Ełk, Voivodat de Vàrmia i Masúria, 14 de novembre de 1967) va ser un ciclista polonès, que fou professional entre el 1991 i el 2006. En el seu palmarès destaca les victòria a la general de la Volta a Polònia de 2003 i el campionat nacional en ruta de 1999.

## Palmarès
- 1991
  - Vencedor d'una etapa a l'International Cycling Classic
- 1992
  - 1r al Cascade Cycling Classic i vencedor d'una etapa
  - Vencedor d'una etapa a la Volta a Bisbee
- 1993
  - Vencedor de 2 etapes a la Volta a Polònia
  - Vencedor d'una etapa del Critèrium del Dauphiné
- 1996
  - Vencedor d'una etapa del Bałtyk-Karkonosze Tour
  - Vencedor d'una etapa del Tour de Normandia
- 1997
  - Vencedor d'una etapa del Tour de Normandia
- 1998
  - 1r al Commonwealth Bank Classic
- 1999
  -  Campió de Polònia en ruta
  - Vencedor de 3 etapes a la Volta a l'Argentina
  - 1r al Memorial Henryk Łasak
- 2000
  - 1r al Szlakiem walk Major Hubal
- 2002
  - 1r al Memorial Henryk Łasak
  - Vencedor d'una etapa a la Volta a Polònia
- 2003
  - 1r a la Volta a Polònia i vencedor d'una etapa
  - 1r al Memorial Henryk Łasak
  - 1r a la Małopolski Wyścig Górski i vencedor de 2 etapes
  - Vencedor d'una etapa a la Volta a Eslovàquia
- 2005
  - 1r a la Małopolski Wyścig Górski
  - 1r a la Majowy Wyścig Klasyczny-Lublin
  - 1r a la Volta a Hessen

### Resultats al Tour de França
- 1994. 100è de la classificació general